# Quartet de corda núm. 10 (Schubert)
El Quartet de corda núm. 10 (D 87), en mi bemoll major, fou compost per Franz Schubert el 1813. És una obra publicada pòstumament com a Op. 125 núm. 1.

## Moviments
1. Allegro moderato (mi♭ major)
2. Scherzo: Prestissimo (mi♭ major; Trio en do menor)
3. Adagio (mi♭ major)
4. Allegro (mi♭ major)

L'obra és homotonal: tots els moviments estan en la tonalitat de la tònica (mi bemoll major).